# Det eviga

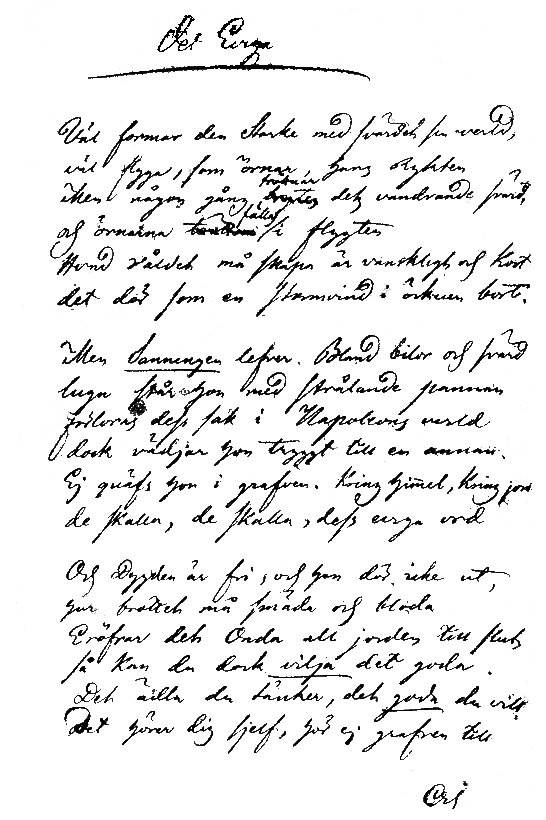
Tegnérs eget utkast till dikten, möjligtvis skrivet under andra halvåret 1806.

Det eviga är en dikt av den svenske poeten och senare biskopen Esaias Tegnér som publicerades första gången 1810.

## Tillkomst
Tegnér beundrade den franske generalen och kejsaren Napoleon I och såg denne som den franska revolutionens arvtagare, det framgår inte minst av Tegnérs bevarade brev till svärfadern Kristoffer Myhrman. Av den anledningen var Tegnér också motståndare till Gustav IV Adolfs utrikespolitik som innebar att Sverige allierade sig med England mot Frankrike.
Professuren i estetik vid Lunds universitet blev ledig 1807 och Tegnér ville få platsen men för detta krävdes en disputation. 1807-1808 skrev Tegnér sin avhandling om pliktkollision, De officiis quae collidi dicuntur. Påverkad av Kant och Fichte tog Tegnér där ställning mot krig som han fördömde. Några månader innan avhandlingen lades fram den 30 april 1808 hade Ryssland anfallit Finland. Av brev till sin svärfar framgår att Tegnér ansåg att ansvaret för finska kriget låg hos den svenske kungen Gustav IV Adolf, vars utrikespolitik gjort Napoleon fientligt inställd till Sverige och vilket i sin tur gjort det ryska angreppet mot Finland möjligt.
Hösten 1808 var Tegnér bekymrad över de svenska motgångarna i finska kriget men gladdes också åt Napoleons framgångar i Spanien. I november 1808 överlämnade Tegnérs sin dikt Krigssång för lantvärnet där han ger prov på sin fosterlandskärlek och manar till krigisk handling:
Vi prövas ej huggande järnen ännu?

vi klyvas ej skuggande hjälmar itu?

Förlorad är tiden i kojornas skygd.

Till striden, till striden för fädernebygd!
Dikten överlämnades till chefen för skånska lantvärnet, Jacob De la Gardie (1768-1842), som ändrade titeln till Krigssång för Kongl. Skånska Landtvärnet, trots att dikten inte handlar om Skåne och det verkar som om Tegnér medvetet uteslutit alla referenser till den svenske kungen. Litteraturhistorikern Fredrik Böök ser likheter mellan dikten och den franska marseljäsen.
Lantvärnssången fick uppmuntrande kritik i tidskriften Lyceum av Hammarsköld och i Phosphoros av Atterbom. Publicisten Per Adam Wallmark bad Tegnér att medverka i dennes vittra tidskrift Journal för Litteraturen och Theatern och i februari 1810 skickade Tegnér in två dikter, Till en yngling samt Det eviga. I följebrevet kallade Tegnér anspråkslöst dikterna för "ett par småstycken" av gammalt datum som han väntade sig att Wallmark skulle refusera. Det gjorde inte Wallmark utan han tryckte Det eviga i sin tidskrift den 20 februari 1810, kort efteråt även den andra dikten.
Det finns många gissningar på vilket år dikten ursprungligen skrevs. Elof Tegnér, sonson till Esaias Tegnér, uppger att den tillkommit 1810. Litteraturhistorikern Karl Warburg har skrivit att den "antagligen" tillkommit 1809. Litteraturhistorikern Fredrik Böök anser att den tillkommit 1808 eller möjligen ännu tidigare. Genom att jämföra Tegnérs handstil i bevarade brev och två handskrifter av dikten sätter Eleonore Bruno diktens tillkomst till perioden mellan augusti 1806 och mitten av december 1806 och anser det troligt att Tegnér har skrivit dikten efter den 23 oktober 1806, den dag en tysk kurir passerade Lund och meddelade nyheten att den franska armén segrat mot den preussiska i slaget vid Jena-Auerstedt.

## Innehåll
Troligen har alltså Tegnér börjat skriva dikten långt innan han skickade den till Wallmark och de politiska händelserna i omvärlden har påverkat utformningen. Litteraturhistorikern Fredrik Böök tolkar den första strofen som en protest mot de olyckor som gått över Sverige och riktar sig mot Napoleon som Tegnér ansåg hade stött den ryska expansionen och siar om Napoleons fall. Det är Napoleon som är den starke som formar "med svärdet sin värld".
Väl formar den Starke med svärdet sin verld,

väl flyga som örnar hans Rykten.

Men någon gång brytes det vandrande svärd

och örnarna fällas i flygten.

Hvad Våldet må skapa är vanskligt och kort,

det dör som en stormvind i öcknen bort.
I ett utkast är också Napoleon uttryckligen omnämnd i diktens andra strof där det om sanningen heter: "Förloras dess sak i Napoleons värld / dock vädjar hon tryggt till en annan". Inför tryckningen ändrades detta till "Hon leder igenom den nattliga värld / och pekar alltjämt till en annan", förmodligen av politiska skäl.
Tankegångarna i dikten har inspirerats av den tyske diktaren Schiller och både innehållet och diktens rytm kommer från Schillers dikter som Die Worte des Glaubens, Die Wortes des Wahns och andra som behandlar kollisionen mellan idéer och verklighet. I Schillers dikt Hoffnung heter det exempelvis:
Es reden und träumen die Menschen viel

von besseren künftigen Tagen,

nach einem glücklichen, goldnen Ziel

sieht man sie rennen und jagen;

die Welt wird alt und wird wieder jung,

doch der Mensch hofft immer Verbesserung
I diktens fjärde strof finns en appell från Tegnér att ta upp kamp för idéerna. I övriga strofer diktar han om idéernas oföränderlighet och odödlighet, tydligen inspirerad av platonisk idealism. Nyckelmeningarna är "Det sanna är evigt" (strof 2), "Det rätta är evigt" (strof 3) och "Det sköna är evigt" (strof 5). "De tre dö ej ut bland mänskors ätt" heter det sedan i sista strofen.
Det eviga publicerades 1828 i Tegnérs Smärre samlade skrifter men då med några mindre ändringar.
Dikten var den allra första som deklamerades som "Dagens dikt" i Sveriges Radio den 1 februari 1937. Den läses årligen i Sveriges Radio P1 på nyårsaftons kväll.